# Dealu Floreni
Dealu Floreni – wieś w Rumunii, w okręgu Suczawa, w gminie Dorna Candrenilor. W 2011 roku liczyła 554 mieszkańców.